# Samodzielna Telewizja Miejska w Kędzierzynie-Koźlu
Telewizja Kędzierzyn-Koźle działa na terenie miasta Kędzierzyn-Koźle. Programy są rozpowszechniane za pośrednictwem sieci kablowej UPC oraz strony www.kedzierzynkozle.tv. Redaktorem naczelnym jest Jakub Dźwilewski, były redaktor naczelny Nowej Gazety Lokalnej, obecnie także redaktor naczelny „Dobrej Gazety. Miesięcznika Kędzierzyńsko-Kozielskiego”. Założycielem Telewizji TVM w 2004 roku i jej pierwszym redaktorem naczelnym był Andrzej Szopiński-Wisła, w czasach PRL-u pracował w „Życiu Blachowni”.